# 쇼지 요시히로
쇼지 요시히로(일본어: 庄司 悦大, 1989년 9월 14일 ~ )는 일본의 축구 선수이다.

## 구단 경력
그는 2012년부터 2024년까지 J리그의 FC 마치다 젤비아, 레노파 야마구치 FC, FC 기후, 베갈타 센다이, 교토 상가 FC에서 활동하였다.